# Lootpack
Lootpack est un groupe de hip-hop américain, originaire d'Oxnard, en Californie.

## Biographie
Lootpack est formé en 1990 par les amis de longue date Madlib (producteur, MC, né Otis Jackson Jr.), Wildchild (MC, né Jack Brown), et DJ Romes (scratching, né Romeo Jimenez). Bien que se connaissant depuis leurs études respectives, Madlib, Wildchild et DJ Romes ne font leur première apparition ensemble qu'en 1994 sur l'album de Tha Alkaholiks, 21 and Over. Leur premier EP, Psyche Move, est publié en 1996 sur le label Crate Digger's Palace, fondé par le père de Madlib, Otis Jackson Sr.
Ce premier opus attire l'attention du producteur et DJ Peanut Butter Wolf, fondateur du label Stones Throw Records. Leur signature sur ce label se concrétise par la sortie le 29 juin 1999 de Soundpieces: Da Antidote,. Aucune suite à cet album n'est sortie à ce jour, mais les trois membres collaborent toujours régulièrement pour leurs albums solos respectifs. Ainsi, l'album Secondary Protocol de Wildchild, publié en 2003, réunit les trois membres.

## Filmographie
- 2001 : Da Packumentary (VHS) (ASIN B00005NFZ9)